# Oana Pantelimon
Oana Manuela Muşunoi-Pantelimon, romunska atletinja, * 27. september 1972, Tecuci, Romunija.
Nastopila je na poletnih olimpijskih igrah v letih 1992, 2000 in 2004, leta 2000 je osvojila bronasto medaljo v skoku v višino. Trikrat je osvojila naslov romunske državne prvakinje.